# Zielonagóra
Zielonagóra – wieś w Polsce położona w województwie wielkopolskim, w powiecie szamotulskim, w gminie Obrzycko.
Miejscowość leży na prawym brzegu Warty, około 1 km od Obrzycka, faktycznie jest jego przedmieściem. Około 650 mieszkańców.
Do 2004 roku wieś nosiła nazwę Zielona Góra. 
Teren działania sołectwa Zielonagóra obejmuje wieś: Zielonagóra, część wsi Zielonagóra – Borownik, przysiółek Obrzycko-Zamek i leśniczówki Chraplewo.

## Historia
Wieś wzmiankowana po raz pierwszy w 1757. Od śmierci Atanazego Raczyńskiego, z linii wielkopolskiej rodu, w 1874 do 1945 własność niemieckiej (kurlandzkiej) linii Raczyńskich.
We wsi urodzili się trzej bracia Adamscy: Stanisław (1875–1967), działacz polityczny i społeczny, biskup katowicki, Walerian (1885–1965), socjolog i Jan (1887–1966), bakteriolog, profesor poznańskiej Akademii Medycznej.
W latach 1954–1957 wieś należała i była siedzibą gromady Zielonagóra, po jej likwidacji w gromadzie Obrzycko.

## Pałac
W Obrzycku-Zamku, przysiółku wsi Zielonagóra znajduje się zespół parkowo-pałacowy z pałacem rodu Raczyńskich. Pierwotny dwór zbudowany około 1857 dla Atanazego Raczyńskiego został rozbudowany w latach 1906–1910 przez Zygmunta Emeryka Raczyńskiego w stylu eklektycznym z elementami tzw. kostiumu francuskiego i neobarokowymi elewacjami. Pałac piętrowy, z dachem mansardowym i czwórkondygnacyjną kwadratową wieżą w narożniku, położony na wysokiej skarpie nad Wartą, elewacją zwrócony ku północy. Nad wejściem, w kartuszu, herb Raczyńskich – Nałęcz z dewizą rodową Vitam impendere vero („życie poświęcić dla prawdy”). U wejścia do wieży dwa gryfy, nad wejściem, w kartuszu, data (1910) i monogram Raczyńskich.
Po obu stronach dziedzińca znajdują się oficyny z początku XX wieku o parterze ceglanym a piętrze z muru szachulcowego. Na środku dziedzińca ceglany cokół z alegoryczną postacią kobiecą.
Pałac otacza pocięty głębokimi jarami park krajobrazowy o powierzchni 19 ha z licznymi pomnikowymi lipami, modrzewiami i dębami. W parku murowany budynek bażanciarni z drewnianym gołębnikiem. Na skraju parku dawny zespół folwarczny z przełomu XIX i XX wieku.
W pałacu obecnie mieści się ośrodek pracy twórczej poznańskiego Uniwersytetu.

## Galeria

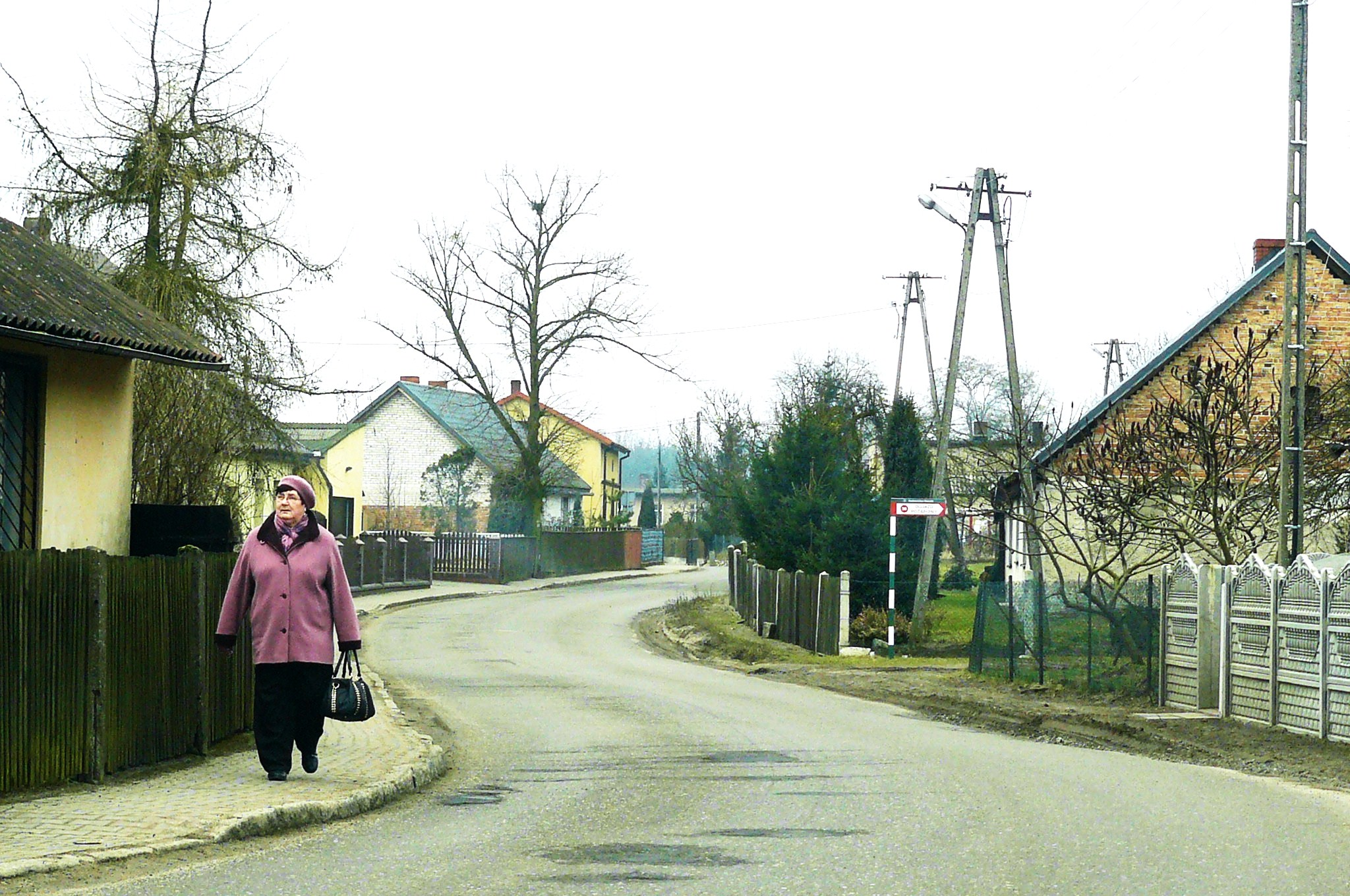
Główna ulica

## Ludzie
Osoby związane lub urodzone w miejscowości:
- Stanisław Adamski, Jan Adamski,
- Ryszard Forbrich,
- Zygmunt Edward Raczyński,
- Mirosław Perz.